# Bayan Hada
Bayan Hada (kinesiska: 巴彦哈达, 巴彦哈达苏木) är en sum i Kina. Den ligger i den autonoma regionen Inre Mongoliet, i den norra delen av landet, omkring 1 100 kilometer nordost om regionhuvudstaden Hohhot.
Genomsnittlig årsnederbörd är 558 millimeter. Den regnigaste månaden är juli, med i genomsnitt 152 mm nederbörd, och den torraste är februari, med 8 mm nederbörd.